# Omphale fulgida
Omphale fulgida är en stekelart som beskrevs av Christer Hansson 1997. Omphale fulgida ingår i släktet Omphale och familjen finglanssteklar. Inga underarter finns listade i Catalogue of Life.